# Nybro
Nybro (Sueco: [ny3ːbro2ː] (escutarⓘ), desatualizado [nʏbro4ː]) é uma cidade da província da Småland, na região histórica da Gotalândia.                                                                                                           É a sede da comuna de Nybro, no condado de Kalmar.
Tem 10.8 quilômetros quadrados e segundo censo de 2018, havia 13 494 habitantes.                                                                            Situada a 30 quilômetros de Kalmar, sua atividade econômica é dominada pelas indústrias da madeira, do vidro e do papel.

## Etimologia
O nome geográfico Nybro (literalmente ”nova ponte”) refere-se a uma nova ponte construída no século XVIII a meio caminho da estrada Kalmar-Växjö.

## Comunicações
A cidade de Nybro é servida pelas estradas nacionais 25 (Halmstad – Nybro - Kalmar) e 31 (Jönköping – Nybro), assim como por via férrea com ligacões diárias diretas a Kalmar, Växjö, Gotemburgo e Malmö.